# 셋 (성경 인물)
| 아담의 계보 | 아담의 계보 |
| 셋의 계보   | 카인의 계보 |
| ----------- | ----------- |
| 셋          | 카인        |
| 에노스      | 에녹        |
| 케난        | 이랏        |
| 마하랄렐    | 므후야엘    |
| 야렛        | 므두사엘    |
| 에녹        | 라멕        |
| 므두셀라    | --          |
| 라멕        | --          |
| 노아        | --          |

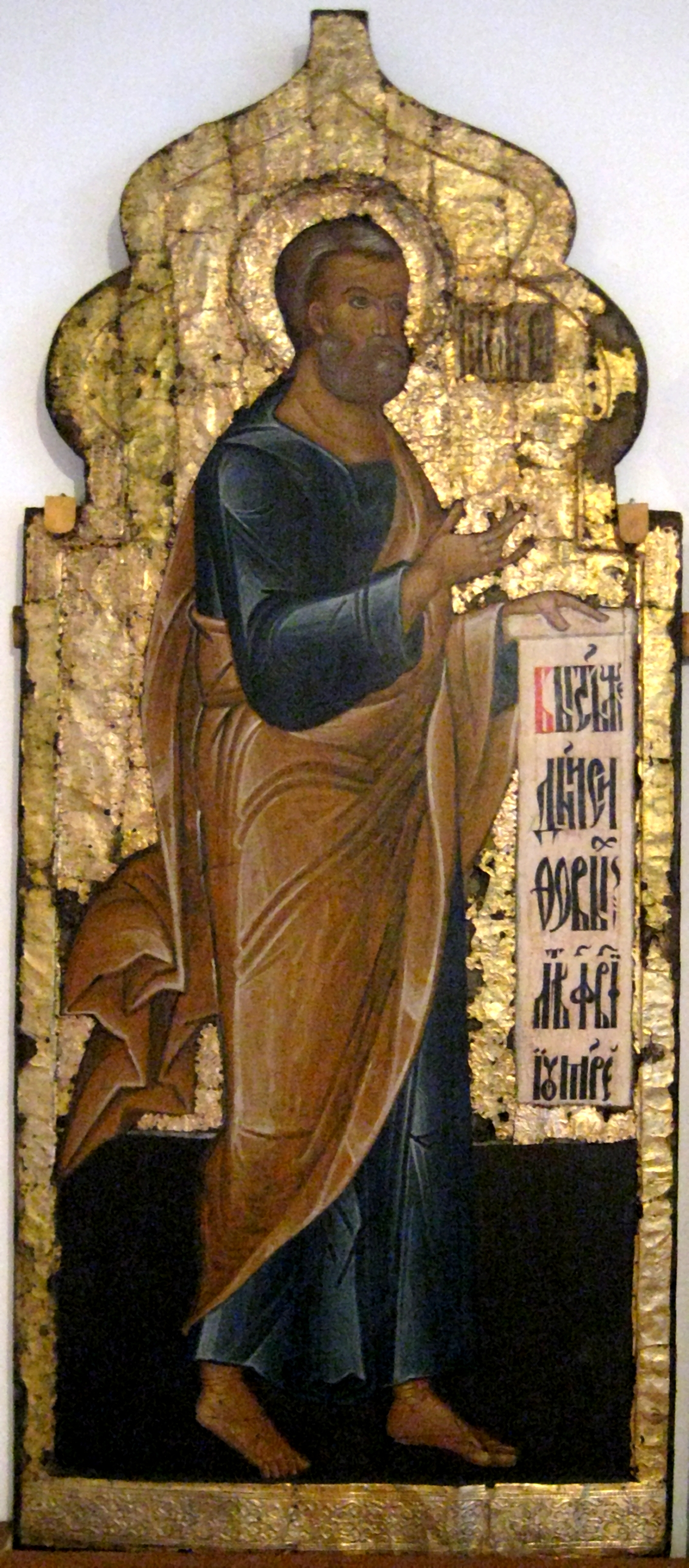
셋(Seth): 자덴 데멘티프, 1630년.

셋(히브리어: שֵׁת 셰트, 아랍어: شيث 시스[*])은 기독교의 구약성경 또는 유대교 히브리어 경전인 타나크의 창세기와, 나스티시즘의 여러 성전과 위경으로 분류되는 여러 문헌에 나오는 인물로서 주로 아담과 이브의 셋째 아들로서 주지한 사람이다.

## 창세기의 셋
창세기에서 셋은 아담과 이브의 셋째 아들이고 카인과 아벨의 형제로 나온다. 창세기 4:25를 보면 셋은 카인이 아벨을 죽이고서 태어났으며 이브는 셋을 신이 아벨을 대신하여 정해 준 아들이라고 믿었다. 912년을 살았다고 나온다.
기독교 구약성경의 창세기 5장을 보면 노아는 카인의 후손이 아니고 셋의 후손이다.

## 나스티시즘의 셋
셋은 나스틱파인 셋파에서 예언자나 메시아로 중시되고 높이 존경받았다.
고대에서 현재까지 존속하는 유일한 나스티시즘 분파인 만다야교의 경전인 《겐자 라바》의 《좌겐자》의 제1권에는 구원을 성취하는 과정을 다룬 내용이 들어 있다. 이 제1권은 셋이 자신의 아버지인 아담보다 먼저 하늘로 승천하는 내용으로 시작된다. 이런 내용은 셋파 나스티시즘의 일례에 해당한다.

## 기독교 위경의 셋
기독교에서 위경인 《아담과 이브와 사탄 간의 갈등(Conflict of Adam and Eve with Satan)》의 제2권을 보면, 창세기 6:2에 나오는 "신의 아들들"은 셋의 자손들이고 "사람의 딸들"은 카인의 여성 후예이다.
카인의 후예인 라멕(Lamech)의 아들인 게눈(Genun)이 조장하여 카인의 여성 후예들은 셋족(Sethites)을 유혹하여 그 대다수 유혹에 성공하였고 유혹된 셋족은 자신들이 거주하던 하산해 아래 계곡에 거주하던 카인족(Cainites)에 합류하였다. 여기에 나오는 게눈(Genun)은 악기를 발명한 사람으로 나오는 점에서 게눈은 창세기 4:21에 나오는 기독교 성경의 유발(Jubal)에 해당한다고 간주되나 여기에 나오는 게눈은 기독교 성경의 유발과는 달리 무기를 발명한 사람이기도 한 면에서는 창세기 4:22에 나오는 성경의 두발가인(Tubal-cain)에 해당한다.
사람을 최초로 죽인 카인의 후예인 카인족은 매우 사악했다고 묘사되고 사람을 죽이고 근친상간했다고 나온다. 셋족을 유혹하고서 셋족과 카인족 간에 태어난 후예가 거인족인 네피림(Nephilim)은 노아의 홍수 때에 멸망했다고 나온다 (참고: 창세기 6:4). 이런 내용은 《에녹 1서(I Enoch)》와 《희년의 서(Book of Jubilees)》에서도 상술되어 있다. 노아는 카인의 후예가 아니라 셋의 후예다.

## 관련 문헌
- 셋파
- 나스티시즘
- 위경
- 에녹서
- 희년의 서

## 같이 보기
- 세트 (이집트 신화)